# Bšari
Bšari (arabsko بشرّي, latinizirano: Bšarrī; sirsko ܒܫܪܝ, latinizirano: Becharre, Bcharre, Bsharre) je mesto v okrožju Bšari v Severnem guvernatu v Libanonu na nadmorski višini od približno 1450 m do 3088 m. Bšari je kraj edinih preostalih izvirnih "božjih ceder" (libanonska cedra - Cedrus libani) in je rojstni kraj slavnega pesnika, slikarja in kiparja Khalila Gibrana. Muzej v mestu spoštuje njegovo življenje in delo.
Bšari je tudi dom najstarejšega smučarskega območja v Libanonu, smučišča Cedars, in prve vlečnice v državi, zgrajene leta 1953. Letovišče je približno dve uri vožnje in 130 km od Bejruta. Gora Qurnat as Sawdā v Bšariju je najvišji vrh v Levantu s 3088 metri nadmorske višine.
Bližnja lokacija Svete doline Kadiša skriva nekatere najstarejše krščanske meniške skupnosti na Bližnjem vzhodu. Bšari, središče maronitskega krščanstva, ima tudi največjo stolnico v regiji, stolnico sv. Save, ki jo je zgradil Anthony II. Peter Arida. Bšari včasih imenujejo "mesto cerkva", saj je dom približno 37 cerkvam. Dolina Kadiša in gozd božjih ceder sta na Unescovem seznamu svetovne dediščine.

## Zgodovina
Ime Bšari (بشرّي), Beth Shareer, najdemo v aramejskem jeziku. Bšari v aramejščini pomeni 'Hiša resnice'. Maronitski kristjani, ki so bežali pred preganjanjem, so v 7. stoletju našega štetja poiskali zatočišče v njegovem goratem ozemlju. Dolina Kadiša pod mestom je postala duhovno središče maronitske cerkve. Mesto je bilo med križarskimi vojnami znano kot Buissera.
Prebivalci Bšarija so znani po izrazitem naglasu, ko govorijo libanonsko arabščino. Za razliko od drugih delov Libanona so v Bšariju aramejsko govorili vse do 19. stoletja. Posledično so Bšarji razvili nedvomno močan naglas, ki traja še danes.
Med libanonsko državljansko vojno se je veliko mladih moških pridružilo libanonskim falangam. Leta 1986 je Samir Geagea, rojen v Bšariju, postal vodja milice libanonskih sil (LF) (zdaj politična stranka), pozneje pa je leta 2014 neuspešno kandidiral za predsednika Libanona. Med državljansko vojno je bilo iz mesta odpeljanih veliko militantov LF.

## Kultura
Danes je mesto v zelo turističnem območju, ki vključuje številne znamenitosti, kot so muzej Khalil Gibran, dolina Kadiša, jama Kadiša, gozd božjih ceder in več smučišč. Bšari je dom libanonskega centra prve pomoči Rdečega križa, tudi maronitskih skavtov, ki so začeli svoje dejavnosti v začetku leta 2000. 13. julija 2018 je mednarodna kolumbijska pevka libanonske dediščine Shakira nastopila v Bšariju na Mednarodnem festivalu Cedars ob prisotnosti 13.000 ljudi. Obisk je bil del njene svetovne turneje 2018, El Dorado World Tour.
22. marca 2019 sta občini Bšari v Libanonu in Val d'Isère v Franciji podpisali sporazum o spodbujanju kulturne izmenjave med obema mestoma. Program kulturne izmenjave je namenjen izgradnji mostov za francosko in libanonsko mladino, ki želi izkusiti edinstven kulturni odnos in podobnosti obeh držav. Župan Val d'Isèra, Marc Bauer, je vodil francosko delegacijo v Libanonu, da bi odprl program, namenjen spodbujanju kulturne in športne izmenjave med dvema slavnima smučarskima krajema.
Andrea Bocelli je nastopil na otvoritveni slovesnosti The Cedars International Festival-Bsharri (CIF) pred 8000-glavim občinstvom. Pred festivalom je Bocelli obiskal božje cedre, kjer ga je sprejel vodja Stranke libanonskih sil Samir Geagea.
Domorodci Bšari so znani tudi po svoji močni krščanski veri. Skozi vse leto se v mestu odvijajo številni verski prazniki in komemoracije, ki privabijo na tisoče ljudi iz sosednjih vasi.

## Smučišče Cedars
Letovišče Cedars je na severu Libanona. Smučarji so v letovišče prišli že leta 1920 in od takrat se tja vračajo. Prvo dvigalo je vlada postavila leta 1953.
Letovišče Cedars ima nekoliko daljšo sezono kot druga, včasih se začne v začetku novembra in pogosto traja do konca aprila. Možno je smučanje po progah in zunaj njih, nordijsko smučanje in vožnja s skidoojem.
Poleti 2005 je letovišče Cedars postavilo 3 nove sedežnice, ki so zamenjale stare T-palice in razširile smučarske proge. V zadnjem času je bilo vloženih 15 milijonov ameriških dolarjev za nadgradnjo objektov in razširitev letovišča na višji standard v smislu nastanitve, opreme, varnosti in storitev.
Projekt, ki je v teku, predvideva gondolo, ki bi prevažala smučarje in obiskovalce od nivoja parkirišča na 2095 metrih do najvišjega dostopnega vrha 2870 metrov. Kdaj in ali bo to dokončano, še ni znano. Za izpolnjevanje mednarodnih predpisov bi bilo treba na vrhu gondole zgraditi tudi zatočišče s kapaciteto 400 oseb, ki bi bilo opremljeno s teleskopi, ki bi omogočali poglede vse do otoka Ciper.

## Galerija
- Dolina Kadiša
- Dolina Kadiša
- Gozd božjih ceder
- Stolnični trg
- Dahr al-Kadib spomladi
- Vrh Qornet al-Sawda
- Gibranov muzej
- Cedars Ski Resort
- Bšari, Lebanon, in Val d’Isère, Francija podpišeza sporazum
- Sneg v Bšariju
- Cedars International festival, 2017